# Balai Pustaka
PT Balai Pustaka (Persero) – indonezyjskie państwowe wydawnictwo książkowe. Zostało założone w 1917 roku, a jego siedziba mieści się w Dżakarcie.